# 줄리아 윈터
줄리아 윈터(Julia Winter, 1993년 3월 17일 ~ )는 영국 - 스웨덴의 배우이다.

## 출연 작품
- 돌핀 테일 2 (2014)
- 찰리와 초콜릿 공장 (2005)